# Clasificación Internacional de Enfermedades
La Clasificación Internacional de Enfermedades (en inglés International Classification of Diseases), es la lista oficial de enfermedades publicada por la Organización Mundial de la Salud que clasifica y codifica los padecimientos humanos y la amplia variedad de signos, síntomas, circunstancias sociales y causas externas de cada uno.

## Historia
La CIE es publicada por la Organización Mundial de la Salud (OMS). Este sistema está diseñado para promover la comparación internacional de la recolección, procesamiento, clasificación y presentación de estas estadísticas. La CIE es la clasificación central de la WHO Family of International Classifications (WHO-FIC) (en castellano o español: la Familia de Clasificaciones Internacionales de la OMS).
La CIE tiene su origen en la «Lista de causas de muerte», cuya primera edición editó el Instituto Internacional de Estadística (International Statistical Institute) en 1893, si bien han habido esfuerzos por desarrollar otras clasificaciones en base a criterios de transmisión de las enfermedades para el análisis de las causas de muerte históricas.
La OMS se hizo cargo de la misma en 1948, en la sexta edición, la primera en incluir también causas de morbilidad. 
La CIE-10 se desarrolló en 1992 y su propósito fue rastrear estadísticas de mortalidad. La OMS publica actualizaciones menores anuales y actualizaciones mayores cada tres años.
Posteriormente, algunos países han creado sus propias extensiones del código CIE-10. Por ejemplo, Australia presentó su primera edición, la «CIE-10-AM» en 1998; Canadá publicó su versión en el 2000, la «CIE-10-CA». Alemania también tiene su propia extensión, la «CIE-10-GM».
En los Estados Unidos se añadió el anexo con el sistema de clasificación de procedimientos o ICD-10-PCS.
La edición más reciente de la CIE (de 18 de junio de 2018) de la undécima o CIE-11, que entró en vigor en 2022 para sustituir a la vigente desde la década de los 1990.